# 井上正巳

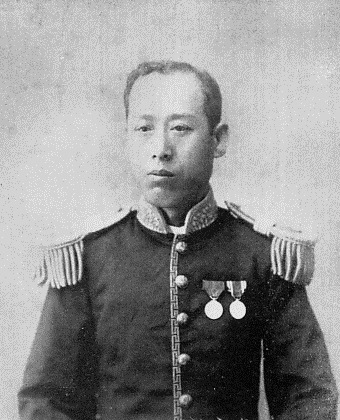
井上正巳

井上 正巳（いのうえ まさおと、安政3年1月5日（1856年2月10日） - 大正10年（1921年）9月14日）は、常陸下妻藩の第14代（最後）の藩主、子爵。第13代藩主・井上正兼の次男。母は飯田氏。妻は戸田忠綱の娘。子は井上正国（長男）、井上正義（次男）、横田正頼（三男）、平田甫（四男）、娘（飯田某室）、娘（西尾勝順正室）。官位は従五位下、伊予守。幼名は辰次郎、辰若丸。

## 経歴
次男だったが、兄の孝丸が病弱を理由に廃嫡されたため、世子となる。そして慶応2年（1866年）11月23日の父の隠居により跡を継いだ。慶応4年（1868年）の戊辰戦争では、はじめは幕府側に与して江戸城清水門の警備を務めた。後に新政府側に寝返ろうとしたが、旧幕府からの圧力を受け、一部の藩士が会津藩との戦いで会津側に与した。新政府からそれを咎められ、改易に処されかけたが、家老が懸命に弁明し、さらに佐幕派であった今村昇らを殺害したため、改易を免れた。
明治元年（1868年）11月25日、叙任する。明治2年（1869年）6月の版籍奉還で知藩事となり、明治4年（1871年）7月の廃藩置県で免官された。1884年（明治17年）7月8日、子爵を叙爵した。大正10年（1921年）9月14日、66歳で死去した。墓所は東京都台東区の谷中霊園。

## 家族
父母
- 井上正兼（父）
- 喜代 ー 飯田与四郎の娘（母）

妻
- 戸田種子 ー 戸田忠綱の娘

子女
- 井上正国（長男）
- 井上正義（次男）
- 横田正頼（三男）
- 平田甫（四男）
- 井上千枝子 ー 飯田延太郎夫人
- 井上艶子 ー 西尾勝順夫人
- 井上季子